# Carlo Alessandro Puri Negri
Carlo Alessandro Puri Negri (Genova, 11 luglio 1952) è un imprenditore e dirigente d'azienda italiano.

## Biografia
È figlio di Ambrogio Puri, già membro del Consiglio d'amministrazione Pirelli e a lungo manager delle Partecipazioni statali (è stato presidente e amministratore delegato di Italsider, Ansaldo, Italimpianti), e di Margherita Negri, cugina di primo grado di Leopoldo Pirelli e nipote del fondatore Giovanni Battista Pirelli. È omonimo dello zio Carlo Negri, primo caduto della Regia Aeronautica dopo l'8 settembre 1943.

### Inizi come attore
Dopo gli studi all'Università di Milano, prova la strada della recitazione studiando con Giorgio Strehler al Piccolo Teatro di Milano ed esordendo sul palcoscenico con Franco Parenti e svolgendo un ruolo cinematografico in Mercoledì delle ceneri accanto a Henry Fonda, Elizabeth Taylor, Helmut Berger, quindi per due anni (dal 1975 al 1977) svolge il ruolo di produttore presso la Biennale di Venezia, per dieci anni (dal 1977 al 1987) ricopre vari incarichi nei gruppi L'Espresso e Mondadori (televisione, marketing e pubblicità). Nel 1988 è amministratore di Carignano S.p.A., una immobiliare.

### Nel Gruppo Pirelli
La svolta nel 1989: entra nel Gruppo Pirelli ricoprendo inizialmente la carica di consigliere d'amministrazione della Milano Centrale, l'immobiliare del gruppo ancora in embrione e che si occupa quasi esclusivamente della riqualificazione della ex area industriale della Bicocca. Nel 1991 assume la carica di vicepresidente e amministratore delegato dando sviluppo alla crescita della società: acquisisce patrimoni immobiliari e trova un partner nella Morgan Stanley che ha deciso di entrare nel mercato italiano. Nel 1999 è lanciata un'Opa (offerta pubblica di acquisto) sull'Unim, la società immobiliare appena scorporata dall'INA, che porta all'acquisizione di un portafoglio immenso del valore di circa 3,5 miliardi di euro: la maggior parte va alla Morgan Stanley, una quota del 25% alla società guidata da Puri Negri.

### Sviluppo di Pirelli Re
Nel 2002 trasforma Milano Centrale in Pirelli Real Estate (Pirelli Re). Quota in Borsa la nuova società e riesce a svilupparla con un modello considerato originale: abbina all'investimento su edifici e terreni i servizi di gestione immobiliare. Una crescita impetuosa. In seguito ad una decisione del governo Berlusconi, fa nascere fondi in cui far confluire immobili propri, sollevando accuse di conflitto di interessi. E suscitando anche polemiche in seguito alle massicce vendite di immobili fatte da Telecom Italia alla Pirelli Re a prezzi ritenuti troppo bassi e in seguito ceduti con forti plusvalenze.
Ricopre altri incarichi oltre a quello in Pirelli Re grazie al 30% che possiede in Partecipazioni Industriali (Gpi): data la struttura societaria piramidale, Gpi controlla Camfin che controlla Pirelli che a sua volta controlla Pirelli Re. Così nel 1995 è vicepresidente vicario di Camfin (primo azionista di Pirelli & C) e nel 1999 socio accomandatario di Pirelli & C Sape, la capogruppo. Altri incarichi al di fuori della Pirelli: consigliere di Artemide Group, Aon Italia, Olivetti, Telecom Italia, Permasteelisa, Istituto europeo di oncologia, Fondazione Hangar Bicocca (arte contemporanea), Real estate International Advisory Board dell'università di Harvard, vicepresidente di Assomobiliare. Lascia il Gruppo Pirelli dopo 20 anni, nel 2009, in seguito ai troppi malumori suscitati nell'azionariato per le perdite subite dalla sua iniziativa: la grande espansione nel mattone è infatti portata avanti anche quando è già esplosa la crisi immobiliare facendo crollare il titolo al prezzo di 20 euro per azione quando nel 2002, al momento della quotazione in Borsa, era di 26 euro e nel 2006 aveva superato i 60 euro. Deve così cedere la sua partecipazione in Gpi.
Nel 2009 con 14 milioni di euro di stipendio annuo è considerato il manager italiano più pagato. Un anno prima, in una lettera pubblicata il 4 aprile 2008 dal quotidiano Finanza e Mercati, aveva sostenuto di rimetterci con Pirelli Real Estate.

### Al vertice di Aedes
Presidente della Fratelli Puri Negri S.A.p.A, nel 2011 entra, con il 30% e diventandone anche presidente, nella Sator Immobiliare SGR S.p.A., società controllata da Matteo Arpe e in cui sono soci con quote inferiori al 10% la Cassa Nazionale del Notariato e la Fondazione Enasarco. Un anno più tardi parte l'operazione Aedes, società quotata in Borsa ma con un bilancio fortemente in rosso. Puri Negri ne assume la presidenza, avvia un piano di ristrutturazione, nell'arco di due anni la società è risanata.
Nel 2012 è stato tra i firmatari dell'appello "Fermare il declino" promosso da Oscar Giannino.

## Incarichi
Ricopre la carica di presidente di Fratelli Puri Negri, di S.A.C.R.A., di Sator Immobiliare, di Aedes SIIQ. È anche consigliere di amministrazione di Aon Italia, di Artemide Group, di Assoimmobiliare, di Banca Profilo, di IEO (Istituto Europeo di Oncologia).

## Vita privata
Grande appassionato di vela, è stato sposato dal 1982 al 1986 con l'attrice inglese Clio Goldsmith (1957), discendente del banchiere del Granduca di Toscana Benedict Hayum Salomon Goldschmidt (1738-1812), poi sposata a Mark Roland Shand, fratello di Camilla Parker-Bowles e quindi cognata di Carlo d'Inghilterra. Dall'unione è nata una figlia, Talita Puri Negri. 
In seguito si è sposato con Giulia Clavarino, con la quale ha avuto quattro figli.